# اريك فوغل
اريك فوغل هو عازف جاز تشيكي، ولد في 1896، وتوفي في 1980.